# Cleveland Cavaliers 1999-2000
La stagione 1999-2000 dei Cleveland Cavaliers fu la 30ª nella NBA per la franchigia.
I Cleveland Cavaliers arrivarono sesti nella Central Division della Eastern Conference con un record di 32-50, non qualificandosi per i play-off.

## Roster
| N° | Naz.                   | Ruolo | Sportivo         | Anno | Alt. | Peso |
| -- | ---------------------- | ----- | ---------------- | ---- | ---- | ---- |
| 00 | Stati Uniti (bandiera) | C     | Benoit Benjamin  | 1964 | 213  | 113  |
| 0  | Stati Uniti (bandiera) | AC    | Lari Ketner      | 1977 | 206  | 126  |
| 1  | Stati Uniti (bandiera) | G     | Wesley Person    | 1971 | 198  | 88   |
| 2  | Stati Uniti (bandiera) | AC    | Mark Bryant      | 1965 | 206  | 111  |
| 3  | Stati Uniti (bandiera) | G     | Bob Sura         | 1973 | 196  | 91   |
| 4  | Stati Uniti (bandiera) | AC    | Shawn Kemp       | 1969 | 208  | 104  |
| 5  | Stati Uniti (bandiera) | G     | Earl Boykins     | 1976 | 165  | 61   |
| 10 | Stati Uniti (bandiera) | A     | Ryan Stack       | 1975 | 211  | 98   |
| 12 | Stati Uniti (bandiera) | G     | Brevin Knight    | 1975 | 178  | 79   |
| 13 | Stati Uniti (bandiera) | A     | Donny Marshall   | 1972 | 201  | 104  |
| 14 | Stati Uniti (bandiera) | A     | Mark Hendrickson | 1974 | 206  | 100  |
| 18 | Ungheria (bandiera)    | A     | Kornél Dávid     | 1971 | 206  | 107  |
| 21 | Stati Uniti (bandiera) | G     | Trajan Langdon   | 1976 | 191  | 89   |
| 24 | Stati Uniti (bandiera) | G     | Andre Miller     | 1976 | 188  | 91   |
| 30 | Stati Uniti (bandiera) | A     | Lamond Murray    | 1973 | 201  | 107  |
| 32 | Stati Uniti (bandiera) | AC    | Pete Chilcutt    | 1968 | 208  | 104  |
| 35 | Stati Uniti (bandiera) | A     | Danny Ferry      | 1966 | 208  | 104  |
| 45 | Stati Uniti (bandiera) | A     | Cedric Henderson | 1975 | 201  | 98   |
| 47 | Stati Uniti (bandiera) | C     | A.J. Bramlett    | 1977 | 208  | 103  |
| 55 | Stati Uniti (bandiera) | AC    | Andrew DeClercq  | 1973 | 208  | 104  |

## Staff tecnico
- Allenatore: Randy Wittman
- Vice-allenatore: Mike Woodson, Bill Blair, Bob Ociepka